# Habib Achour
Habib Achour -castellanizado Habib Achur- (El Abassia (Islas Querquenes), 24 de febrero de 1913 - ibidem, 14 de marzo de 1999) fue un sindicalista tunecino. Fue Vicepresidente de la Confederación Nacional de los Sindicatos Libres y cofundador, en 1946, de la Unión General Tunecina del Trabajo (UGTT), organización que dirigió en tres ocasiones: de 1963 a 1965, de 1978 a 1979 y de 1984 a 1989.

## Biografía
Habib Achour fue compañero del líder nacionalista Habib Burguiba, uno de los principales protagonistas de la lucha anticolonial en Túnez, y por ello las autoridades del Protectorado francés de Túnez le encarcelaron y exiliaron en diversas ocasiones. Llegó a desempeñar un papel muy relevante en la huida de Burguiba a Egipto en 1945, organizando parte del viaje de su compañero.

#### Primera etapa: independencia de Túnez
A partir de la proclamación de la independencia en 1954 defendió que la UGTT debía limitarse a defender a los trabajadores y no implicarse en política. Apoyó, sin embargo, a Burguiba en el congreso del Néo-Destour en Sfax, en 1955, convirtiéndose en unos de los factores clave de la victoria de éste frente a su gran rival, Ben Youssef.
Durante el 6º congreso de la organización sindical, llevado a cabo entre el 20 y el 23 de septiembre de 1956 en el Palmarium de Túnez, sólo consigue 537 votos, frente a los 1278 del vencedor, Ahmed Ben Salah, contrario a hacer de la UGTT un apéndice del bourguibismo. El resultado no le permitirá incorporarse al comité ejecutivo y lo convertirá en el último miembro elegido del comité administrativo. Fue entonces cuando decidió salir de la UGTT para fundar otro sindicato, la Unión Tunecina de Trabajo, junto a, entre otros, Mohamed Kraïem, Mahmud Ghoul y Houcine Maghrebi. La UTT significó un sindicalismo bourguibista opuesto a la UGTT, que pasó a ser innecesario cuando Ahmed Tlili, otro hombre de Burguiba, logró imponerse como secretario general. Así, el Néo-Destour, ya en el poder, partido del cual- recordemos- son miembros Ahmed Tlili –secretario de la UGTT desde el 18 de diciembre de 1956- y el propio Achour -en el marco del Frente Nacional-, interviene para lograr la reunificación de las dos organizaciones sindicales. Achour se convierte en primer Secretario General Adjunto de Asuntos Económicos y Cooperativos del sindicato reunificado y por ello pasa a formar parte del Comité Ejecutivo del Néo-Destour en 1957. En 1963 obtiene de Burguiba la expulsión del secretario general Tlili y su propia elección a la cabeza del sindicato, donde su posición, sin embargo, es débil debido a la oposición de los partidarios de su antecesor. Al poco de ser nombrado secretario general de la UGTT se da cuenta de que el sindicato no es más que un títere de Burguiba, cuya dependencia contrasta fuertemente con las ambiciones de Achour, la credibilidad de la organización y a su capacidad de acción. Él había trabajado para que el sindicato se pusiera de parte del poder, pero no para que dependiera del mismo. Así, sus posiciones y las de Tlili se acercan de nuevo. En 1964 Burguiba deprecia la moneda por las dificultades financieras que atraviesa el país y Achour ve una oportunidad de manifestar su independencia y exige una subida inmediata de los salarios para compensar dicha devaluación. En un clima de unanimidad como el que existía en los círculos dirigentes del Túnez de entonces, el movimiento del sindicalista se tomó como una declaración de guerra y, por parte de Burguiba y su ministro de economía, el ya mencionado ex sindicalista Ben Salah, como un ataque personal. Aun así, Burguiba era reticente a destituir a su viejo compañero, al que al fin y al cabo debía mucho. Se sucedieron varios meses de tensión hasta que el 1 de mayo de 1965 Achour se reafirma en sus críticas al intervencionismo del PSD –heredero del Néo-Destour- con respecto a la UGTT y anuncia la convocatoria de un congreso “donde la clase obrera tendría la última palabra”.

#### Segunda etapa: enfrentamiento con Burguiba
En junio de 1965, el incendio y naufragio de un transbordador perteneciente a una de las compañías del sindicalista causó la muerte de seis personas; y Burguiba encontró la ocasión perfecta para eliminarle de la escena política. Las autoridades utilizaron este accidente para encarcelar a Achour durante un mes por "falsificación y uso de falsificaciones" y "desacato al tribunal", y lo sentenciaron el 2 de marzo de 1966 a seis meses de prisión y una multa de 3.000 dinares una vez le fue retirada la inmunidad parlamentaria. En la Asamblea Nacional solo dos diputados sindicalistas osaron defenderle, entre ellos Ahmed Tlili, que lo pagará caro. Clement Henry Moore lo describiría, un año más tarde, de la siguiente manera:

“Como su ídolo, Ferhat Hached, era un granjero de Kerkennah, un tipo fuerte que, a diferencia de Tlili y otros, había sido un trabajador manual. Su imponente estatura, su rostro cincelado lo convirtieron en un auténtico portavoz de la clase obrera frente a los pequeños funcionarios del aparato del Néo-Destour.”

Achour se seguirá oponiendo a las autoridades: aún habiendo caído en desgracia y habiendo sido encarcelado, consigue volver a la primera línea de la política. En 1969, de hecho, volverá a ocupar el cargo de Secretario General de la UGTT, en un contexto en el cual Ben Salah ha sido apartado del gobierno y Burguiba se debate entre la vida y la muerte. En 1971 forma parte de la delegación que va a Ginebra con Burguiba a negociar la unión entre Libia y Túnez con Muamar el Gadafi, llegando a tener algún encontronazo con el mismo. Su dedicación durante este tiempo gira en torno a mantener al sindicato atractivo hacia los jóvenes, que eran más del 20% de la población, sin romper sus alianzas con el poder. El sindicalismo tunecino conoce así un renacimiento tan espectacular como insospechado. Sin embargo, las huelgas no hacen más que aumentar y se hace evidente que la dirección del sindicato no siempre es capaz de contener a sus nuevos militantes.
A principios de 1977 estalla un nuevo conflicto entre Libia y Túnez debido a la fallida unificación de ambos países. Achour se proclama mediador, viaja a Trípoli y pide a Gadafi que se iguale el salario de los trabajadores agrícolas tunecinos con el de los libios, ante lo que el mandatario accede sin dificultad. Esto le enfrenta con Hédi Nouira, entonces primer ministro de Túnez, que considera la reunión entre el sindicalista y Gadafi, con quien tiene una fuerte rivalidad, casi un acto de traición. A la vez, una nueva crisis económica y la aplicación de políticas económicas liberales por parte del primer ministro acaban enfrentando abiertamente a Achour y Nouira. El propio Burguiba tratará de mediar entre dos posiciones cada vez más irreconciliables que amenazaban la estabilidad misma del país. El 10 de octubre lo que parecía una protesta menor en un pueblo del Sahel, Moknine, se convierte en un baño de sangre por la intervención policial. Así, las protestas se extienden por todo el país, mientras el ejército se niega a intervenir en apoyo del gobierno. Achour, amenazado de muerte, arenga a los suyos, intensificando la virulencia de las protestas, que se acrecentó cuando los militantes del sindicato supieron de la vida del líder corría peligro. El sindicalista tenía como proyecto convertir al PSD en un apéndice de la UGTT con el objeto de sindicalizar el partido. La crisis política subsiguiente, sin embargo aleja a Achour del PSD, donde el primer ministro, apoyado por Burguiba, empieza a retomar el control. Viéndose obligado a elegir entre PSD y UGTT, el sindicalista acaba dimitiendo del buró político del partido. Tras una campaña mediática gubernamental para acusar a la UGTT de desviacionismo, el sindicato convoca una Huelga General de “advertencia” al gobierno. La huelga, convocada el 26 de enero de 1978, es incontrolable. El seguimiento es masivo, y los disturbios provocan el caos. Burguiba, el gran ausente, encarga al ejército la tarea de restablecer el orden, y los militares intervienen abriendo fuego real. Las cifras oficiales mencionan cincuenta y dos muertos. Proclamado el estado de emergencia, se procede al arresto de sindicalistas, que serán en algunos casos torturados hasta la muerte, según la Liga de los Derechos del Hombre. Burguiba, de nuevo en la escena política, decide individualizar la responsabilidad final del desastre: Si bien el mandatario exigirá la pena de muerte para Achour y veintinueve años de prisión para algunos de sus compañeros, la presión internacional hará que la Corte de Seguridad Nacional lo condene a diez años de trabajos forzados. La repercusión internacional que tendrán los juicios de los sindicalistas será enorme y consternó a sindicatos de otros países: La UGT española incluso se pondrá en contacto con el embajador tunecino en Madrid.
El 3 de agosto de 1979 se le cambió la condena por el arresto domiciliario. Burguiba seguía considerándolo miembro de la vieja guardia Destouriana, y probablemente el último gran personaje de la vida tunecina que podría desafiar su legitimidad (Burguiba se había hecho proclamar presidente vitalicio en 1974).
En 1981, tras haberse asegurado de que Achour no podría participar en las elecciones de 1980, Burguiba permite que sea puesto en libertad. Reelegido secretario general de la UGTT en el congreso nacional en 1984, denunció con ocasión de los disturbios del pan los aumentos de precios decididos por el gobierno "susceptibles de perjudicar especialmente a los trabajadores, que ya tienen un poder adquisitivo muy reducido debido a los bajos salarios que debían ser revisados en consecuencia". Otra crisis con Libia llevó al sindicalista a enfrentarse con el primer ministro, Mohamed Mzali. La respuesta de Mzali no pudo ser más contundente: paramilitares al servicio del PSD tomaron las centrales sindicales al asalto y los líderes de la UGTT fueron sustituidos por fieles a Burguiba.
Encarcelado de nuevo, Achour sólo fue liberado tras la toma del poder por Zine El Abidine Ben Ali.. Su último mandato como líder de la UGTT le fue otorgado en 1989.
Sus últimos años de vida los pasó retirado, falleciendo en su ciudad natal El Abassia en las Islas Querquenes, siendo enterrado en el cementerio de dicha ciudad. 

## Publicaciones
- Mi vida política y sindical: entusiasmo y decepciones. 1944-1981, ediciones Alif, Túnez, 1989 ISBN 9973716264